# اوکناگن

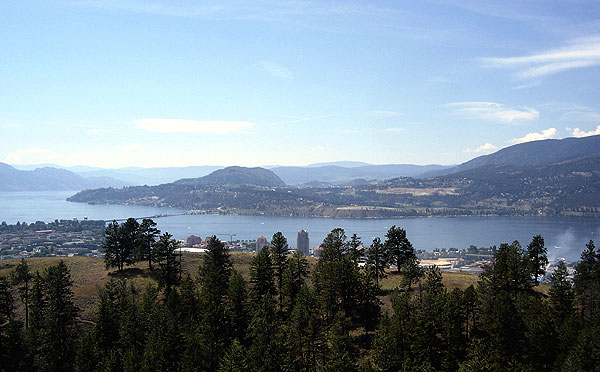
منظره دره اوکناگن از بالای تپه‌های کلونا

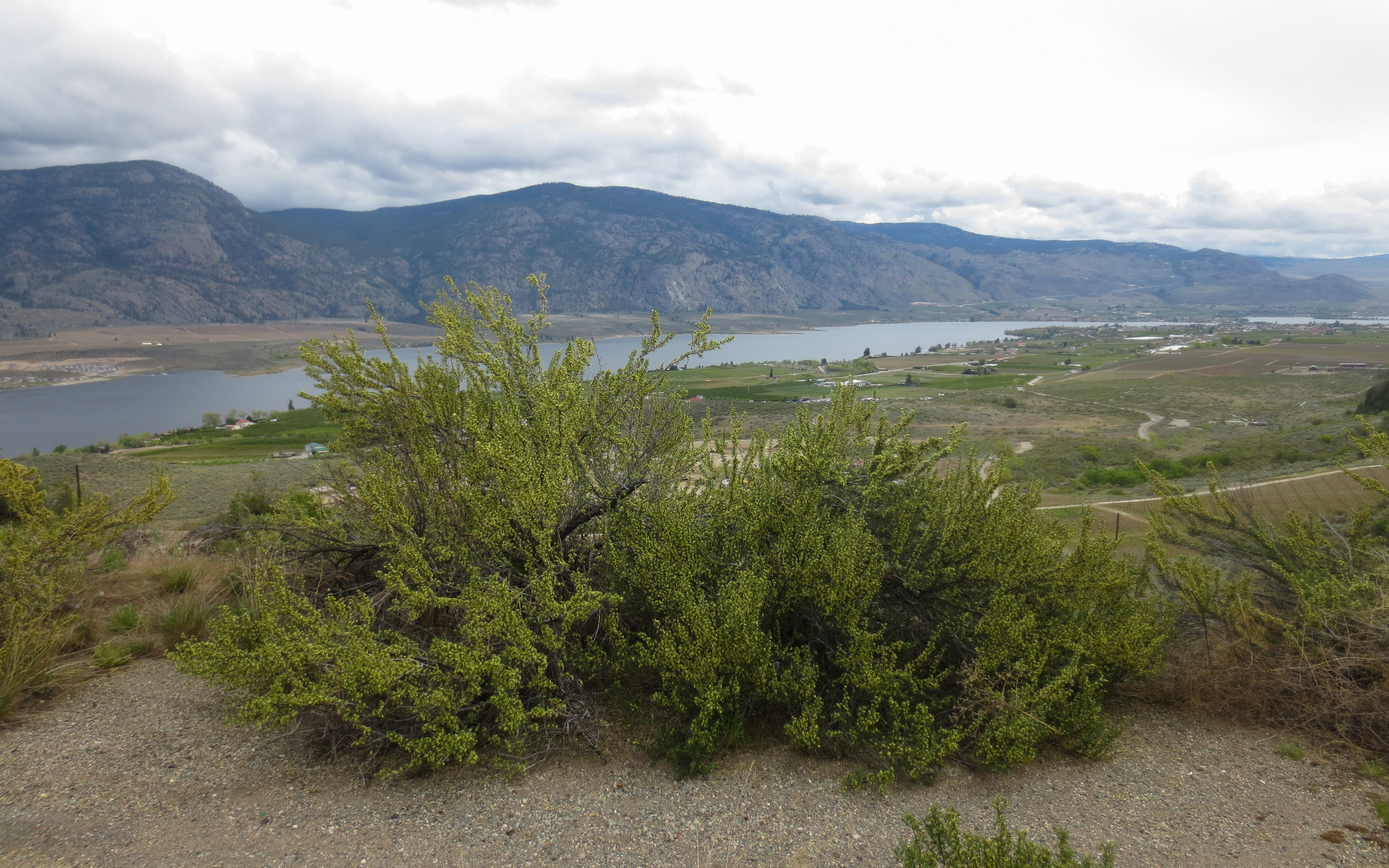
اوکناگن در یک بعد از ظهر بهاری

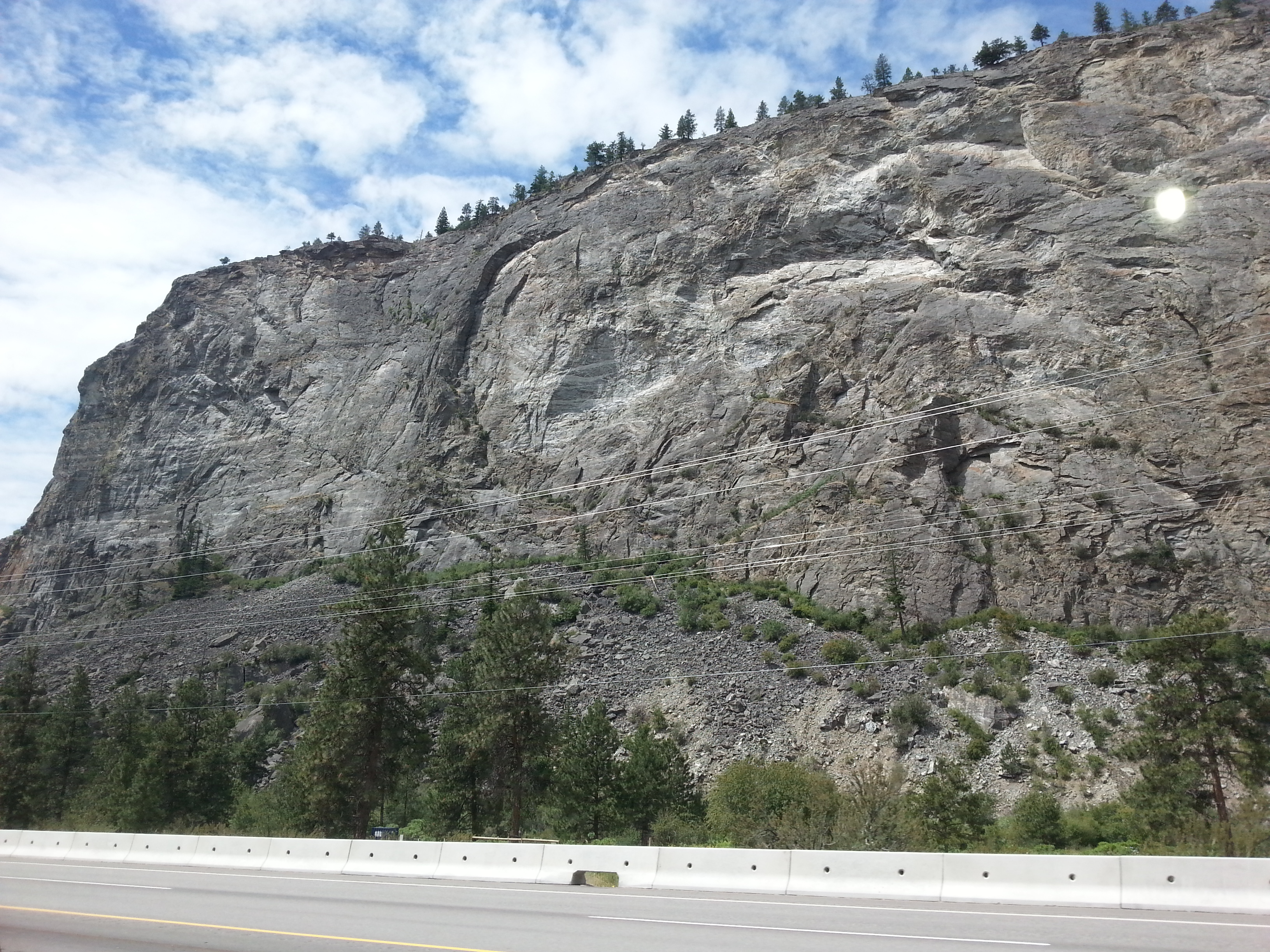
منظر مک اینتایر بلوف از بزرگراه ۹۷.

اوکناگن (به انگلیسی: Okanagan)(‎/oʊkəˈnɑːɡən/‎ OHK-ə-NAH-gən) که همچنین به عنوان دره اوکناگن (به انگلیسی: Okanagan Valley)و گاهی به‌عنوان منطقه اوکناگن (به انگلیسی: Okanagan Country) شناخته شده منطقهای در استان بریتیش کلمبیای کانادا است.
منطقه اوکناگن توسط حوضه دریاچه اوکناگن و بخش کانادایی رودخانه اوکناگن تعریف می‌شود. بخشی از این منطقه تا ایالات متحده گسترش یافته‌است.
در سرشماری سال ۲۰۱۱ جمعیت این منطقه حدود ۳۴۱٬۸۱۸ نفر برآورد شد. بزرگ‌ترین شهر منطقه، کلونا است.
این منطقه برای آب و هوای آفتابی و خشک، مناظر زیبای ساحل دریاچه‌ها جمعیت‌ها و شیوه زندگی خاص ایشان شناخته شده‌است.
اقتصاد منطقه بیشتر بازنشستگی و تجاری-تفریحی است و بر اساس فعالیت‌های فضای بازمانند قایقرانی و ورزش‌های آبی، اسکی روی برف و پیاده‌روی استوار است. کشاورزی در درجه اول در باغ‌های میوه و اخیراً در باغ‌های انگور و شراب متمرکز شده‌است.
منطقه اوکناگن در شمال از طریق اسپالومچین ولی تا سیمکاموس، در منطقه شوساپ، امتداد می‌یابد و در جنوب به مرز کانادا-ایالات متحده آمریکا می‌رسد که در آن سوی مرز نیز همچنان به عنوان شهر اوکناگن در ایالت واشینگتن شناخته می‌شود.